# 부레야
부레야(러시아어: Бурея)는 러시아 아무르주 부레이스키 지구에 위치한 도시이다. 인구는 2010년 기준 4,833명이다.